# Sydhæld
Sydhæld kaldes det i topografien, når en skråning har sin længderetning øst-vest og sit fald mod syd. Det, at hældningen vender mod syd, betyder, at solindstrålingen bliver helt eller næsten vinkelret på skråningens overflade. Det medfører, at solvarmen fordeles over et mindre areal, sådan at jorden bliver tidligere varm og når op på et højere temperaturmaksimum både i løbet af dagen og i løbet af sommeren.
Disse gunstige varmeforhold skaber et lokalklima og derfor også et sæt mikroklimaer, som svarer til forholdene langt længere sydpå. Derved er sydhældet blevet et refugium for varmeelskende, sydlige arter.
Danske eksempler på sydhæld er:
- Røsnæs på fjordsiden
- Jernhatten på Kattegatsiden
- Kystskrænterne ved Svendborg

Udenlandske eksempler er:
- Dolomitterne i Østalperne
- Mont Ventoux' sydlige skråning
- Kløfterne ud mod Cornwalls kyst mod den Engelske Kanal